# Staanegger Weier
Der Staanegger Weier, ausgedeutscht Staanegger Weiher, ist ein Teich westlich von Hüttwilen im Kanton Thurgau, Schweiz. Er hat eine Länge von etwa 150 m und eine Breite von 50 m.

## Geografie
Der wenige Meter tiefe Weiher befindet sich auf 542 m ü. M., ist grossteils von Bäumen umgeben und liegt an einem 12,7 km langen Rundwanderweg von Stutheien über Schloss Steinegg–Staanegger Weier–Nussbaumen–Nussbaumersee–Ruine Helfenbergnach zum Hüttwilersee. Etwa 1 km südlich des Stanegger Weiers liegt der deutlich grössere Hüttwilersee.